# バスラマ・インターナショナル
『バスラマ・インターナショナル』(BUSRAMA INTERNATIONAL) は、ぽると出版が発行するバス雑誌（バス趣味雑誌）。1990年創刊。略称「バスラマ」。
隔月刊の通常号のほか、毎年12月に発行する「年鑑バスラマ」、不定期発行の増刊として『バスラマエクスプレス』『バスラマスペシャル』『バスラマアーカイブス』がある。

## 概要
雑誌形態ではあるが、流通取り扱い上は雑誌コードではなく、ISBNで管理される書籍である。
バスファン対象の趣味的な記事にとどまらず、バス事業者、車両・関連機器メーカー、自治体の交通担当者など、業界関係者の購読も対象とした専門的な内容が特徴である。
毎回1・2社のバス事業者を特集し、特色ある路線や車両一覧などの情報を紹介する「バス事業者訪問」は人気がある。その他、バスの新モデルの試乗体験、新しく始められたバスサービス・バス運行システムなど、バス業界の動きを紹介する。
また「インターナショナル」の誌名どおり、日本国外のバスに関する記事も毎号掲載されている。主な記事には英文サマリーが記載されているのも特徴である。
創刊号から編集長をつとめる和田由貴夫は、商用車専門雑誌『モータービークル』の編集者で、1990年に独立してぽると出版を設立、同年8月に同社から『バスラマ・インターナショナル』を創刊した。創刊号は4,000部の発行であった。
和田由貴夫は大型自動車免許も保有しており、新車記事では乗客視点の立場にとどまらず、自ら運転してレビューを執筆する場合もある。運転感覚には個人的な好みもあるものの、ドライバー視点からのレポートは評価が高い。
中小書店では取り扱いが少ないが、丸善や書泉グランデ、書泉ブックタワー、ジュンク堂池袋店など都市部の大規模書店、京王グループの啓文堂書店や阪急電鉄の直営店として開業した歴史を持つブックファースト（トーハン）など交通関連の図書に力を入れている書店などでは取り扱う店舗もあり、一部店舗ではバックナンバーの取り扱いもある。また鉄道模型・ミニカーショップなどにも入手可能な店舗がある。販路の狭さを考慮して定期購読や出版社直販による通信販売も取り扱っている。
2006年より絶版となった号の「バス事業者訪問」コーナーを対象にコピーサービスが開始された。雑誌の出版元による誌面コピー販売サービスはあまり例がなく、読者本位のサービスとして特筆されるものであった。その後、2013年からは絶版となった初期の号の内容をPDFデータにしたCD-Rを販売開始した。それにともないコピー販売サービスは段階的に終了している。
2010年には創刊20周年記念として、バス業界向けイベント「バステクフォーラム」や「中国のバスの今を知る3泊4日のツアー」などを実施した。その後「バステクフォーラム」は2010年より大阪で7回開催されたほか、2015年からは首都圏でも幕張メッセなどで開催されている。
2021年11月26日にNHK BSプレミアムで放送された『希少誌道』第4回で、当誌が「バス業界専門誌」として紹介された。

## 発行誌内容

### 通常号
偶数月の25日前後に発売される。判型はA4判で、96から104ページが基本。表紙には事業者訪問で取り上げられるバス事業者の車両を大きく掲載している。表紙の紙質は以前は薄手で書店での陳列で傷みやすかったが、第90号以降は年鑑と同じ厚手のものに変えられた。目次には毎号編集長による巻頭言が記載されている。続いて特集、さらに新型車や新技術の紹介など、また中ほどに「バス事業者訪問」（初期は「ユーザー訪問」と称した）が掲載される。後半には歴史記事（バスのカタログ）や海外バスの記事（現地からの翻訳記事）、終わりの方に各地のニュースや読者のページなどがある。
主な連載
- Bus on the spot (Chan Chi Yu Danny)
- 海外バスニュース
- 新 バスドライバーのひとりごと（荒川泰昌）
- 国内ニュース
- ニュースファイル/バス生産・販売台数
- FROM Busrama READERS
- インフォメーション/プレゼント
- 日本の路線バス 超長期実用テストレポート

### 年鑑バスラマ
1994年末から年1回、年末に発売される。その時点で日本国内で発売されるバスの解説、1年間のバス事業者の動き、資料ページが設けられる。1998年発行分までは発行年だけを記載していたが、1999年以降は「1999-2000」といった表記方法に改めている。

### バスラマスペシャル
判型は通常号と同じA4判。主に注目すべき新型車両について通常号だけでは特集しきれない場合、事業規模の大きいバス会社を特別に取り上げる場合などに発売される。
第1号は、東京急行電鉄から分社化した東急バスの営業開始を記念して1991年10月に発行された『東急バスのすべて』である（2000年に復刻再刊、現在絶版）。
以降、三菱ふそう・エアロバス、日野・リエッセなどの新型車両、東京都営バス、大阪市営バス（のちに通常号の事業者訪問でも再度取り上げられている）、西日本鉄道といった事業者などの特集号が組まれている。
2010年には西日本車体工業の事業終了を記念して「西工の卒業アルバム」と銘打って『西工の軌跡』が発行された（絶版）。また2012年9月には、日産ディーゼル工業（現・UDトラックス）のバス生産事業休止に伴い『UDマークのバス達』が刊行された。

### バスラマエクスプレス
判型は通常号と同じA4判。バスラマスペシャルと同様に不定期刊。スペシャルよりもページ数の少ない増刊号として（定価も通常号より割安なことが多い）、特定の車種や新型車両、特定の事業者の車両やコーチビルダーなどを特集して発売される。
第1号は、1996年10月に発行された『バスラマエクスプレス01 : 日産ディーゼルユーロツアー』である。

### バスラマアーカイブス
特定の事業者や地域に的を絞り、古い写真や資料、当時の関係者へのインタビューなどを通じて、バスの歴史をたどる新シリーズ。判型は通常号の半分のサイズのA5判ソフトカバーで、完全に書籍としての体裁となっている。
第1号は、関東バスの創業80周年を記念して2011年7月15日に発行された『関東バスの走る道』である。以降、第2号『熊本・九州の輝いていたバス達』（荒尾市営バス、西鉄バス、堀川バスなど）、第3号『東急バスの走る道』が刊行されている。

## クラブバスラマ
バスラマでは、雑誌や書籍の刊行にとどまらず、バスグッズやバスツアーなども企画している。クラブバスラマのバス模型は2000年から、香港のメーカーと提携して1/76の精巧な製品を実現している。
バスツアーは、ファン向けにメーカー工場訪問や名所探訪などを、こだわりの観光バスを使用して行われる。なおバスラマが企画するオリジナルツアーのため、一般向けの会員制バスツアーよりも割高である。

## 日本のその他のバス雑誌
- バスメディア - 1985年創刊、1997年まで刊行。
- バス・ジャパン - 1986年創刊、1992年まで刊行。
  - 現在は書籍『バスジャバンハンドブックシリーズ』を刊行中。詳細は同項を参照。
- バスマガジン - 2003年創刊、刊行中。
- バスグラフィック - 2008年創刊、2022年まで刊行。
- バスライフ - 2015年創刊、2016年まで刊行。